# Braux-Saint-Remy
Braux-Saint-Remy ist eine französische Gemeinde mit 81 Einwohnern (Stand 1. Januar 2022) im Département Marne in der Region Grand Est. Sie gehört zum Arrondissement Châlons-en-Champagne und zum Kanton Argonne Suippe et Vesle. 

## Lage
Die Gemeinde liegt im Übergangsbereich zwischen der Trockenen Champagne und den Argonnen, etwa 40 Kilometer östlich von Châlons-en-Champagne. Im Süden der Gemeinde verläuft die Eisenbahn-Hochgeschwindigkeitsstrecke LGV Est européenne von Paris nach Straßburg. Braux-Saint-Remy ist umgeben von folgenden Nachbargemeinden:
| Voilemont            | Élise-Daucourt                              | Châtrices          |
| Rapsécourt           | Kompassrose, die auf Nachbargemeinden zeigt | Villers-en-Argonne |
| Dampierre-le-Château |                                             | Sivry-Ante         |

## Bevölkerungsentwicklung

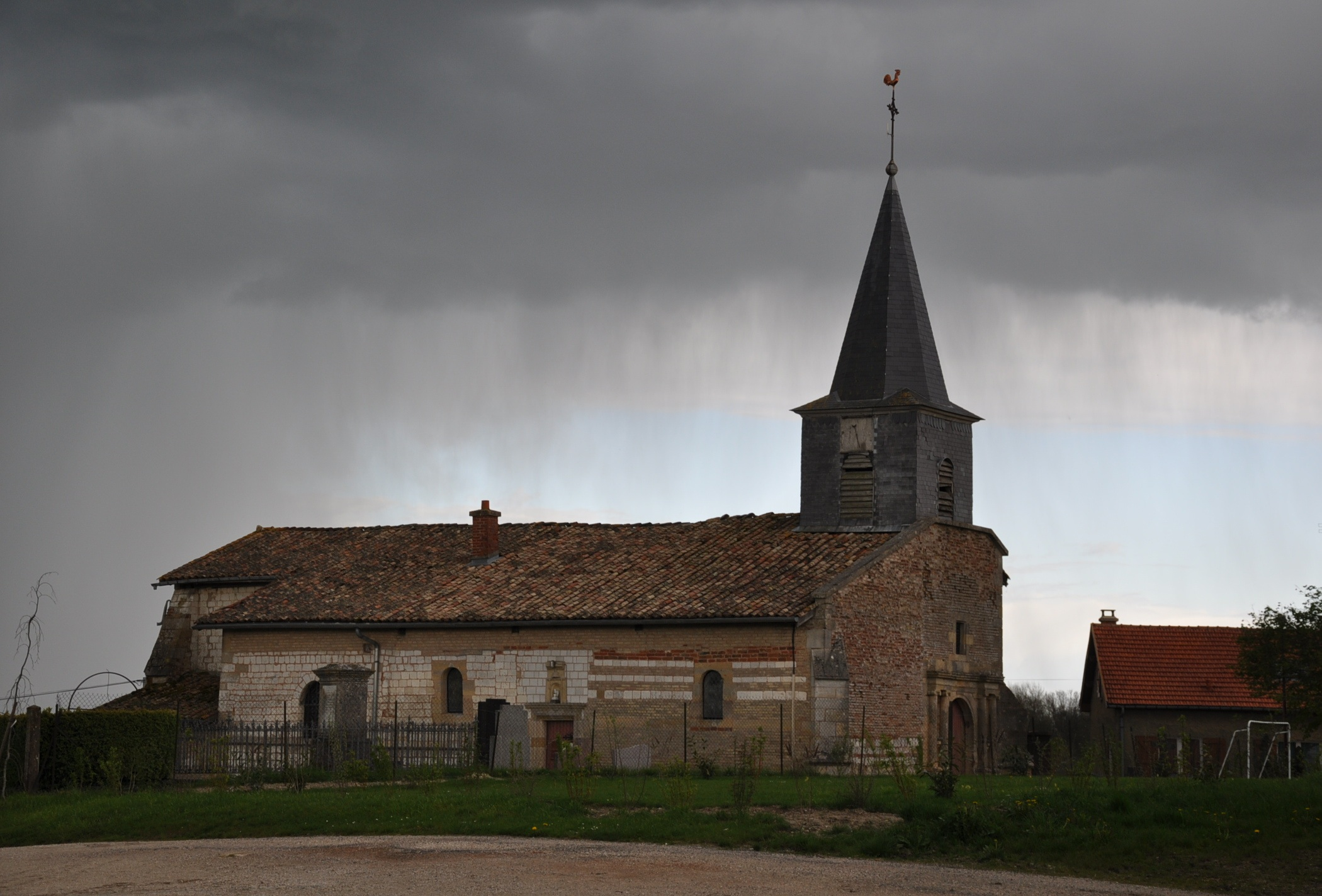
Kirche Saint-Remi

| Jahr                       | 1962 | 1968 | 1975 | 1982 | 1990 | 1999 | 2008 | 2018 |
| -------------------------- | ---- | ---- | ---- | ---- | ---- | ---- | ---- | ---- |
| Einwohner                  | 79   | 74   | 57   | 77   | 86   | 74   | 82   | 83   |
| Quellen: Cassini und INSEE |      |      |      |      |      |      |      |      |